# 裴敬憲
裴 敬憲（はい けいけん、493年 - 525年）は、北魏の学者・文人。字は孝虞。本貫は河東郡聞喜県。

## 経歴
裴宣の次男として生まれた。若くして広く学問し、弟たちを教育した。利欲に乏しく、郡が功曹として召し出そうとしたときも応じず、諸府が呼び出そうとしたときも、まず弟たちを仕官させたため、そのふるまいは賞賛を受けた。高陽王元雍により秀才に挙げられ、射策に及第し、太学博士に任じられた。隷書と草書を得意とし、音律を解し、五言詩を作って、その才能は当時に名高かった。中山王元熙が鄴に赴くにあたって、当時の賢者たちが河梁で送別の会を開き、別離の賦詩を詠んだが、敬憲の作ったものが最も優秀と評価された。525年（孝昌元年）、病のため死去した。享年は33。郷里ではかれの人柄が惜しまれ、孝昌年間に陳双熾の反乱軍が荒らし回ったときにも、かれの家だけは焼かれることがなかった。530年（永安3年）、中書侍郎の位を追贈された。諡は文といった。

## 伝記資料
- 『魏書』巻85 列伝第73
- 『北史』巻38 列伝第26